# Ligue européenne féminine de volley-ball 2017
La Ligue européenne féminine de volley-ball 2017 est la 9e édition de la Ligue européenne féminine de volley-ball. Organisée par la CEV, elle se déroule du 9 juin au 9 juillet 2017 en présence de 12 sélections nationales.
Navigation
2016 2018

## Sélections participantes
| Pays        | Participation | Meilleur résultat |
| ----------- | ------------- | ----------------- |
| Albanie     | 2e            | 11e (2016)        |
| Autriche    | 1re           | Néant             |
| Biélorussie | 3e            | 7e (2011, 2016)   |
| Espagne     | 7e            | 5e (2010, 2014)   |
| Finlande    | 1re           | Néant             |
| France      | 5e            | 4e (2009)         |
| Géorgie     | 2e            | 6e (2015)         |
| Monténégro  | 2e            | 10e (2016)        |
| Portugal    | 1re           | Néant             |
| Slovaquie   | 2e            | (2016)            |
| Suède       | 1re           | Néant             |
| Ukraine     | 1re           | Néant             |

## Format de la compétition
Les 12 sélections qui participent au tournoi sont réparties en 3 groupes de 4 équipes et s'affrontent lors d'un tournoi toutes rondes. Les vainqueurs de chaque groupe ainsi que le meilleur deuxième se qualifient pour la phase finale. La meilleure équipe du tour préliminaire rencontre le meilleur deuxième, et l'équipe classée deuxième joue celle classée troisième. Les demi-finales et la finale se disputent en matchs aller-retour.

## Composition des groupes
Les équipes sont réparties dans les poules avec le système en serpentin (en), en fonction du classement CEV du 15 octobre 2016,.
| Poule A     | Poule B    | Poule C   |
| ----------- | ---------- | --------- |
| Biélorussie | France     | Slovaquie |
| Finlande    | Ukraine    | Espagne   |
| Autriche    | Monténégro | Portugal  |
| Albanie     | Géorgie    | Suède     |

## Classement

### Critères de départage
Le classement général se fait de la façon suivante :
1. plus grand nombre de victoires ;
2. plus grand nombre de points ;
3. plus grand ratio de sets pour/contre ;
4. plus grand ratio de points pour/contre ;
5. Résultat de la confrontation directe ;
6. si, après l’application des critères 1 à 5, plusieurs équipes sont toujours à égalité, les critères 1 à 5 sont à nouveau appliqués exclusivement aux matches entre les équipes concernées afin de déterminer leur classement final.

### Légende du classement
Rappel – Une équipe marque :
- 3 points pour une victoire sans tie-break (colonne G) ;
- 2 points pour une victoire au tie-break (Gt) ;
- 1 point pour une défaite au tie-break (Pt) ;
- 0 point pour une défaite sans tie-break (P) ;

## Tour préliminaire

### Poule A
Classement
| # | Équipe      | Pts | J | G | Gt | Pt | P | Sp | Sc | Ratio | Pp  | Pc  | Ratio |
| 1 | Finlande    | 18  | 6 | 6 | 0  | 0  | 0 | 18 | 0  | MAX   | 452 | 358 | 1.263 |
| 2 | Biélorussie | 9   | 6 | 3 | 0  | 0  | 3 | 10 | 9  | 1.111 | 438 | 389 | 1.126 |
| 3 | Albanie     | 6   | 6 | 2 | 0  | 0  | 4 | 7  | 14 | 0.5   | 449 | 496 | 0.905 |
| 4 | Autriche    | 3   | 6 | 1 | 0  | 0  | 5 | 4  | 16 | 0.25  | 379 | 475 | 0.798 |

* Les horaires des rencontres sont indiquées en heure locale.

#### Semaine 1
- Lieu :  Tirana, Tirana Olympic Park (en)

#### Semaine 2
- Lieu :  Minsk, Tchyjowka-Arena

### Poule B
Classement
| # | Équipe     | Pts | J | G | Gt | Pt | P | Sp | Sc | Ratio | Pp  | Pc  | Ratio |
| 1 | Ukraine    | 18  | 6 | 6 | 0  | 0  | 0 | 18 | 1  | 18    | 468 | 307 | 1.524 |
| 2 | France     | 12  | 6 | 4 | 0  | 0  | 2 | 13 | 8  | 1.625 | 473 | 460 | 1.028 |
| 3 | Monténégro | 6   | 6 | 2 | 0  | 0  | 4 | 8  | 13 | 0.615 | 439 | 488 | 0.9   |
| 4 | Géorgie    | 0   | 6 | 0 | 0  | 0  | 6 | 1  | 18 | 0.056 | 343 | 468 | 0.733 |

* Les horaires des rencontres sont indiquées en heure locale.

#### Semaine 1
- Lieu :  Tbilissi, Tbilisi Sports Palace (en)

#### Semaine 2
- Lieu :  Rezé, Salle de la Trocardière

### Poule C
Classement
| # | Équipe    | Pts | J | G | Gt | Pt | P | Sp | Sc | Ratio | Pp  | Pc  | Ratio |
| 1 | Espagne   | 16  | 6 | 5 | 0  | 1  | 0 | 17 | 5  | 3.4   | 528 | 444 | 1.189 |
| 2 | Slovaquie | 12  | 6 | 4 | 0  | 0  | 2 | 12 | 7  | 1.714 | 439 | 385 | 1.14  |
| 3 | Portugal  | 6   | 6 | 2 | 0  | 0  | 4 | 8  | 13 | 0.615 | 466 | 494 | 0.943 |
| 4 | Suède     | 2   | 6 | 0 | 1  | 0  | 5 | 5  | 17 | 0.294 | 421 | 531 | 0.793 |

* Les horaires des rencontres sont indiquées en heure locale.

#### Semaine 1
- Lieu :  Valladolid, Polideportivo Huerta del Rey (es)

#### Semaine 2
- Lieu :  Matosinhos, Centro de Desportos e Congressos

### Meilleur deuxième
Classement
| # | Équipe      | Pts | J | G | Gt | Pt | P | Sp | Sc | Ratio | Pp  | Pc  | Ratio |
| 1 | Slovaquie   | 12  | 6 | 4 | 0  | 0  | 2 | 12 | 7  | 1.714 | 439 | 385 | 1.14  |
| 2 | France      | 12  | 6 | 4 | 0  | 0  | 2 | 13 | 8  | 1.625 | 473 | 460 | 1.028 |
| 3 | Biélorussie | 9   | 6 | 3 | 0  | 0  | 3 | 10 | 9  | 1.111 | 438 | 389 | 1.126 |

## Phase finale
La phase finale est programmée du 28 juin au 9 juillet 2017.
|  | Demi-finales | Demi-finales | Demi-finales | Demi-finales |          |          | Finale | Finale | Finale | Finale |
|  |              |              |              |              |          |          |        |        |        |        |
|  |              |              |              |              |          |          |        |        |        |        |
|  | Finlande     | Finlande     | 3            | 3            |          |          |        |        |        |        |
|  | Finlande     | Finlande     | 3            | 3            |          |          |        |        |        |        |
|  | Slovaquie    | Slovaquie    | 2            | 0            |          |          |        |        |        |        |
|  | Slovaquie    | Slovaquie    | 2            | 0            | Finlande | Finlande | 1      | 1      |        |        |
|  |              |              |              |              | Finlande | Finlande | 1      | 1      |        |        |
|  |              |              | Ukraine      | Ukraine      | 3        | 3        |        |        |        |        |
|  | Espagne      | Espagne      | Ukraine      | Ukraine      | 3        | 3        | 1      | 3      |        |        |
|  | Espagne      | Espagne      |              |              |          |          |        | 3      |        |        |
|  | Ukraine      | Ukraine      | 3            | 2            |          |          |        |        |        |        |
|  | Ukraine      | Ukraine      | 3            | 2            |          |          |        |        |        |        |

* Les horaires des rencontres sont indiquées en heure locale.

### Finale
Pour sa première apparition dans l'épreuve, l'Ukraine remporte son premier titre en disposant de la Finlande en finale.

## Classement final
| Place              | Équipe      |
| ------------------ | ----------- |
| Médaille d'or      | Ukraine     |
| Médaille d'argent  | Finlande    |
| Médaille de bronze | Espagne     |
| Médaille de bronze | Slovaquie   |
| 5                  | France      |
| 6                  | Biélorussie |
| 7                  | Portugal    |
| 8                  | Monténégro  |
| 9                  | Albanie     |
| 10                 | Autriche    |
| 11                 | Suède       |
| 12                 | Géorgie     |

| Meilleure joueuse        | Anna Stepaniuk (uk)  |
| Meilleure marqueuse      | Piia Korhonen        |
| Meilleure serveuse       | Piia Korhonen        |
| Meilleure réceptionneuse | Joana Resende (sv)   |
| Meilleure bloqueuse      | Daniela Öhman (it)   |
| Meilleure attaquante     | Aline Rodrigues (sv) |
| Meilleure passeuse       | Olena Novgorodchenko |